# Peribalus
Peribalus is een geslacht van wantsen uit de familie schildwantsen (Pentatomidae). Het geslacht werd voor het eerst wetenschappelijk beschreven door Mulsant & Rey in 1866.

## Soorten
Het genus bevat de volgende soorten:

Subgenus Asioperibalus Belousova, 2007
- Peribalus classeyi (V.G. Putshkov, 1965)
- Peribalus congenitus Putshkov, 1965
- Peribalus hoberlandti (Lodos & Önder, 1980)
- Peribalus inclusus (Dohrn, 1860)
- Peribalus nitidus Kiritshenko, 1914
- Peribalus przewalskii Belousova, 2007

Subgenus Peribalus Mulsant & Rey, 1866
- Peribalus lodosi (Ahmad, Zaidi & Kamaluddin, 1986)
- Peribalus strictus (Fabricius, 1803)

Subgenus Tianocoris Belousova, 2007
- Peribalus manifestus (Kiritshenko, 1952)
- Peribalus tianshanicus Belousova, 2007